# Amanda Plummer
Amanda Michael Plummer (Nova York, 23 de março de 1957) é uma atriz estadunidense conhecida pelo seu trabalho no teatro - que já lhe rendeu um Tony Award - e por papéis em filmes notáveis, como Pulp Fiction (1994), The Fisher King (1991) e The Hunger Games: Catching Fire (2013), em adição a algumas participações na televisão, que lhe renderam prêmios Emmy. É filha do ator Christopher Plummer.

## Carreira
- Cattle Annie and Little Britches (1981)
- The World According to Garp (1982)
- Daniel (1983)
- The Hotel New Hampshire (1984)
- The Dollmaker (1984)
- Static (1986)
- Courtship (1987)
- Made in Heaven (1987)
- Prisoners of Inertia (1989)
- Joe Versus the Volcano (1990)
- The Fisher King (1991)
- Freejack (1992)
- Miss Rose White (1992)
- So I Married an Axe Murderer (1993)
- Needful Things (1993)
- Pulp Fiction (1994)
- Butterfly Kiss (1995)
- Nostradamus (1995)
- The Final Cut (1995)
- The Prophecy (1995)
- Drunks (1995)
- Dead Girl (1996)
- Freeway (1996)
- The Right To Remain Silent (1996)
- Don't Look Back (1996)
- American Perfekt (1997)
- Hercules (1997) (voz)
- A Simple Wish (1997)
- You Can Thank Me Later (1998)
- L.A. Without a Map (1998)
- Hysteria (1998)
- October 22 (1998)
- 8½ Women (1999)
- Apartamento 17 (The Apartment Complex) (1999)
- The Million Dollar Hotel (2000)
- Seven Days to Live (2000)
- The Gray in Between (2002)
- Triggermen (2002)
- Get a Clue (2002)
- Ken Park (2002)
- My Life Without Me (2003)
- Mimic 3: Sentinel (2003)
- Satan's Little Helper (2004)
- Battlestar Galactica (2006) (televisão)
- WordGirl (2007) (voice)
- Red (2008)
- Affinity (2008)
- 45 R.P.M. (2008)
- The Making of Plus One (2009)
- Sophomore (2009)
- The Hunger Games: Catching Fire (2013)
- Ratched (2020)